# Борси
Борси́ (каз. Борсы) — село у складі Жанібецького району Західноказахстанської області Казахстану. Адміністративний центр Борсинського сільського округу.
У радянські часи село називалось Борсі.
Населення — 540 осіб (2021; 615 у 2009, 705 у 1999, 746 у 1989).